# Enbilulu
En la antigua Mesopotamia (Sumeria, Acadia y Babilonia), Enbilulu fue un dios de los ríos y canales, y había sido principalmente, puesto a cargo de los ríos Tigris y Éufrates por Enki. Inicialmente aparece como hijo de Enlil y Ninlil, pero luego en la cultura babilónica figura como hijo de Ea (Enki).